# ハウス (ダンス)
ハウスは、ディスコダンスの一つ。ハウス・ミュージックとともに生まれた。1970年代にアメリカのシカゴで発祥。1980年代から主に東海岸のニューヨークで育まれる。ストリートダンスのニュー・スクールに分類。
特徴は、流れるような素早い足裁きとグルーヴ(上下に揺れる音のとり方)にある。